# Paliseul
Paliseul (wa. Palijhoû) – miejscowość i gmina (commune) w południowo-wschodniej Belgii, w Regionie Walońskim, w prowincji Luksemburg, w okręgu Neufchâteau. 1 stycznia 2024 roku liczyła 5530 mieszkańców.  

## Podział administracyjny
W skład gminy wchodzi siedem dzielnic (section):
- Carlsbourg
- Fays-les-Veneurs
- Framont
- Maissin
- Nollevaux
- Offagne
- Opont

## Współpraca
Miejscowość partnerska:
- Sauvian, Francja